# Barnabê Nguyễn Văn Phương
Barnabê Nguyễn Văn Phương là một linh mục gốc Việt mang tước Đức ông của Giáo hội Công giáo Roma. Ông nguyên là vụ trưởng đặc trách các nước Đông Nam Á thuộc Bộ Rao giảng Tin Mừng cho các Dân tộc, nguyên Thư ký Đệ Nhất Bộ Truyền giáo Tòa Thánh Vatican, nguyên là thành viên của tổ công tác hỗn hợp Tòa Thánh - Việt Nam trong tất cả các vòng đàm phán nối lại quan hệ. Ông là người Việt Nam đầu tiên làm việc tại một bộ của Vatican trong thời gian dài gần 40 năm. Ông luôn có mặt trong các phái đoàn Tòa Thánh sang thăm Việt Nam từ năm 1989. Ông đóng góp nhiều công sức quan trọng trong tiến trình bình thường hóa quan hệ giữa Việt Nam và Vatican.

## Cuộc đời
Barnabê Nguyễn Văn Phương sinh tại Vĩnh Long. Ngày 07 tháng 1 năm 1990, Đức ông Barnabê Nguyễn Văn Phương cùng phái đoàn Toà Thánh gồm Hồng y Etchegaray, Chủ tịch Hội đồng Toà Thánh Cor Unum (Trưởng đoàn), Đức ông Claudio Celli, Thứ trưởng Ngoại giao Vatican đến Việt Nam bắt đầu công việc hội đàm với Chính phủ Việt Nam.
Ngày 13 tháng 5 năm 2012, Giám mục Tôma Nguyễn Văn Tân đã đề cử Đức ông Barnabê Nguyễn Văn Phương thay thế ông và đại diện cho Giáo phận Vĩnh Long để tổ chức và tham dự Thánh lễ an táng của Giám mục Antôn Nguyễn Văn Thiện, nguyên giám mục chính tòa Giáo phận Vĩnh Long, tại Pháp. 

## Nhận xét
- "...Đức ông là người Việt Nam đầu tiên làm việc trong một Thánh Bộ tại Vatican, với một thời gian gian dài lâu suốt gần 40 năm qua, và đã được Thánh Bộ đánh giá cao, đã tin tưởng trao cho nhiều trách vụ quan trọng. Đức Ông đã trung thành và hăng say phục vụ Giáo hội hoàn vũ, luôn giúp đỡ cách hữu hiệu Giáo hội quê hương bằng một tình yêu nồng nàn thắm thiết."_ Lôrensô Chu Văn Minh Giám mục phụ tá Tổng Giáo phận Hà Nội